# (R)-aminopropanolo deidrogenasi
La (R)-aminopropanolo deidrogenasi è un enzima appartenente alla classe delle ossidoreduttasi, che catalizza la seguente reazione:
(R)-1-amminopropan-2-olo + NAD+ ⇄ amminoacetone + NADH + H+
Necessita dello ione K+ come cofattore.